# Wybory parlamentarne w Serbii w 2014 roku
Wybory parlamentarne w Serbii w 2014 roku odbyły się 16 marca. W wyniku wyborów, będących wyborami przedterminowymi, wyłonionych zostało 250 deputowanych do Zgromadzenia Narodowego Republiki Serbii (Skupsztiny). Próg wyborczy wynosił 5%, nie obowiązywał w przypadku ugrupowań mniejszości narodowych.
Wybory zakończyły się zdecydowanym zwycięstwem koalicji skupionej wokół Serbskiej Partii Postępowej Aleksandara Vučicia, która zdobyła około 48% głosów i ponad 3/5 mandatów w 250-osobowej Skupsztinie. Do parlamentu weszła również Socjalistyczna Partia Serbii premiera Ivicy Dačicia z sojusznikami, bloki wyborcze zorganizowane przez Partię Demokratyczną i byłego prezydenta Borisa Tadicia, a także trzy ugrupowania mniejszości narodowych. Poza Zgromadzeniem Narodowym znalazły się trzy zasiadające w nim dotychczas ugrupowania – Demokratyczna Partia Serbii, Partia Liberalno-Demokratyczna i Zjednoczone Regiony Serbii.

## Tło wyborów
Wybory w 2012 wygrał blok Tomislava Nikolicia i jego Serbskiej Partii Postępowej. Po dwumiesięcznych negocjacjach postępowcy zawiązali koalicję rządową m.in. z Socjalistyczną Partią Serbii, której lider Ivica Dačić objął urząd premiera. Do opozycji przeszła współrządząca dotąd z socjalistami Partia Demokratyczna byłego prezydenta Borisa Tadicia, której nowym przewodniczącym został burmistrz Belgradu Dragan Đilas. W kolejnych miesiącach w Partii Demokratycznej dochodziło do różnych sporów i rozłamów, a jej lidera w 2013 odwołano ze stanowiska burmistrza.
Wobec stale rosnących notowań Serbskiej Partii Postępowej jej przewodniczący, pierwszy wicepremier Aleksandar Vučić, wezwał do rozpisania przedterminowych wyborów. Propozycję tę poparł również premier Ivica Dačić. 29 stycznia 2014 prezydent Tomislav Nikolić podjął decyzję o rozwiązaniu Skupsztiny i rozpisaniu wyborów na 16 marca 2014.

## Listy wyborcze
Republikańska Komisja Wyborcza zarejestrowała łącznie 19 list wyborczych:
1. Aleksandar Vučić – Przyszłość, w którą wierzymy (Serbska Partia Postępowa, Socjaldemokratyczna Partia Serbii, Nowa Serbia, Serbski Ruch Odnowy, Ruch Socjalistyczny)
2. Ivica Dačić – Socjalistyczna Partia Serbii (SPS), Partia Zjednoczonych Emerytów Serbii (PUPS), Zjednoczona Serbia (JS)
3. Demokratyczna Partia Serbii – Vojislav Koštunica
4. Čedomir Jovanović – LDP, BDZS, SDU
5. Związek Węgrów Wojwodiny – Ištvan Pastor
6. Serbska Partia Radykalna – Dr Vojislav Šešelj
7. Zjednoczone Regiony Serbii – Mlađan Dinkić
8. Z Partią Demokratyczną dla demokratycznej Serbii
9. Dveri – Boško Obradović
10. SDA Sandżaku – Dr Sulejman Ugljanin
11. Boris Tadić – Nowa Partia Demokratyczna – Zieloni, LSV – Nenad Čanak, Razem dla Serbii, VMDK, Razem dla Wojwodiny, Demokratyczna Lewica Romów
12. Trzecia Serbia – Dla Wszystkich Wartościowych Ludzi
13. Partia Czarnogórców – Josip Broz
14. Lista Wspólnot Narodowych  – BDZ – MPSZ – DZH – MRM – MEP – Emir Elfić
15. Wystarczy – Saša Radulović
16. Koalicja Obywateli Wszystkich Narodów i Narodowości (RDS-SDS)
17. Grupa Obywatelska Patriotyczny Front – dr Borislav Pelević
18. Partia Rosyjska – Slobodan Nikolić
19. Partia na rzecz Akcji Demokratycznej – Riza Halimi

## Uczestnicy wyborów
Serbska Partia Postępowa i koalicjanci
Koalicja pod nazwą „Aleksandar Vučić – Przyszłość, w którą wierzymy” skupiła się wokół Serbskiej Partii Postępowej (SNS) Aleksandara Vučicia, który na stanowisku jej przewodniczącego zastąpił prezydenta Tomislava Nikolicia. Oficjalnymi partnerami porozumienia wyborczego poza SNS zostały Nowa Serbia (NS) Velimira Ilicia, Ruch Socjalistyczny (PS) Aleksandara Vulina, Socjaldemokratyczna Partia Serbii (SDPS) Rasima Ljajicia i Serbski Ruch Odnowy (SPO) Vuka Draškovicia. Na liście wyborczej znaleźli się ponadto przedstawiciele szeregu innych partii politycznych w tym Ruchu Siła Serbii (PSS-BK) Dragomira Karicia, Ludowej Partii Chłopskiej (NSS) Marijana Rističevicia, Chrześcijańsko-Demokratycznej Partii Serbii (DHSS) Olgicy Batić, Zjednoczonej Partii Chłopskiej (USS) Miliji Mileticia, a także ugrupowań mniejszości narodowych, tj. Demokratyczna Partia Sandżaku (SDP), Bośniacka Partia Ludowa (BNS) i Ludowa Partia Sandżaku (SNP). Koalicję wsparły organizacje społeczne współpracujące z SNS w trakcie poprzednich wyborów (m.in. koalicja stowarzyszeń uchodźców oraz zrzeszenie małych i średnich przedsiębiorców), a także organizacje Romów (w tym Partia Romska).
Socjalistyczna Partia Serbii i koalicjanci
Blok wyborczy premiera Ivicy Dačicia SPS-PUPS-JS powołały kierowana przez niego Socjalistyczna Partia Serbii, a także dotychczasowi sojusznicy socjalistów: Partia Zjednoczonych Emerytów Serbii (PUPS) Jovana Krkobabicia i Zjednoczona Serbia (JS) Dragana Markovicia „Palmy”.
Demokratyczna Partia Serbii
Demokratyczna Partia Serbii (DSS) byłego premiera Vojislava Koštunicy ponownie wystawiła samodzielną listę wyborczą, na której znaleźli się również przedstawiciele Ruchu Weteranów, poprzednio współpracującego z socjalistami.
Partia Liberalno Demokratyczna i koalicjanci
Lista wyborcza pod nazwą „Čedomir Jovanović – LDP, BDZS, SDU” została zorganizowana przez Partię Liberalno-Demokratyczną (LDP) Čedomira Jovanovicia z udziałem jednej z partii mniejszości boszniackiej (BDZS) oraz Unii Socjaldemokratycznej (SDU) Žarka Koracia. Poparcie dla LDP wyraziło również Stowarzyszenie Wolnych i Niezależnych Związków Zawodowych Serbii.
Zjednoczone Regiony Serbii
Zjednoczone Regiony Serbii (URS), przekształcone w 2013 w jednolitą partię polityczną z Mlađanem Dinkiciem na czele, wystawiły samodzielną listę wyborczą.
Partia Demokratyczna i koalicjanci
Największe parlamentarne ugrupowanie opozycyjne utworzyło koalicję pod szyldem „Z Partią Demokratyczną dla demokratycznej Serbii”. W jej skład poza Partią Demokratyczną (DS) Dragana Đilasa weszły Nowa Partia (NS) Zorana Živkovicia, Demokratyczny Związek Chorwatów w Wojwodinie (DSHV) Petara Kunticia i Bogata Serbia (BS) Zaharije Trnavčevicia. Sojusz poparła także centrala związków zawodowych Sloga.
Lista wyborcza Borisa Tadicia
Wkrótce po ogłoszeniu terminu wyborów były prezydent Boris Tadić opuścił Partię Demokratyczną, zapowiadając budowę nowej formacji pod nazwą Nowa Partia Demokratyczna, a także formowanie wspólnego bloku wyborczego. Dla realizacji tych celów partia Zieloni Serbii posła Ivana Karicia przekształciła się w ugrupowanie pod nazwą Nowa Partia Demokratyczna – Zieloni (NDS). Ponadto koalicję uzupełniły Liga Socjaldemokratów Wojwodiny (LSV) Nenada Čanaka, Razem dla Serbii (ZZS) Dušana Petrovicia, Razem dla Wojwodiny Oleny Papugi oraz ugrupowania Węgrów i Romów.
Pozostałe listy wyborcze
W wyborach zarejestrowały się listy wyborcze mniejszości narodowych: Związek Węgrów Wojwodiny (SVM) Istvána Pásztora, Partia Akcji Demokratycznej Sandżaku (SDAS) Sulejmana Ugljanina, pozaparlamentarne Partia Czarnogórców i Partia Rosyjska, koalicja deputowanego Emira Elficia obejmująca ugrupowania Boszniaków, Węgrów i Chorwatów, blok partii rusińskiej i słowackiej pod nazwą Koalicja Obywateli Wszystkich Narodów i Narodowości, a także Partia na rzecz Akcji Demokratycznej (PDD) Rizy Halimiego, jedyne albańskie ugrupowanie biorące udział w serbskich wyborach.
Listy wyborcze zarejestrowały też ugrupowania skrajnej prawicy: Serbska Partia Radykalna (SRS), przebywającego w areszcie w Hadze Vojislava Šešelja, a także Dveri i Trzecia Serbia oraz Patriotyczny Front posła Borislava Pelevicia. Swój komitet wyborczy pod nazwą Wystarczy zorganizował także odwołany minister gospodarki Saša Radulović.

## Wyniki
Republikańska Komisja Wyborcza 17 marca 2014 ogłosiła wstępne wyniki z 99,08% obwodów wyborczych. Oficjalne wyniki przedstawiono 24 marca 2014 – dzień wcześniej powtórzono głosowanie w jednym z obwodów.
| Partia                                                                                 | Głosy     | %     | Mandaty |
| -------------------------------------------------------------------------------------- | --------- | ----- | ------- |
| Serbska Partia Postępowa, SDPS, Nowa Serbia, SPO, Ruch Socjalistyczny                  | 1 736 920 | 48,35 | 158     |
| Socjalistyczna Partia Serbii, Partia Zjednoczonych Emerytów Serbii, Zjednoczona Serbia | 484 607   | 13,49 | 44      |
| Z Partią Demokratyczną dla demokratycznej Serbii                                       | 216 634   | 6,03  | 19      |
| Nowa Partia Demokratyczna, LSV, ZZS, VMDK, ZZV, DLR                                    | 204 767   | 5,70  | 18      |
| Demokratyczna Partia Serbii                                                            | 152 436   | 4,24  | 0       |
| Dveri                                                                                  | 128 458   | 3,58  | 0       |
| Partia Liberalno-Demokratyczna, BDZS, SDU                                              | 120 879   | 3,36  | 0       |
| Zjednoczone Regiony Serbii                                                             | 109 167   | 3,04  | 0       |
| Związek Węgrów Wojwodiny                                                               | 75 294    | 2,10  | 6       |
| Wystarczy                                                                              | 74 973    | 2,09  | 0       |
| Serbska Partia Radykalna                                                               | 72 303    | 2,01  | 0       |
| Partia Akcji Demokratycznej Sandżaku                                                   | 35 157    | 0,98  | 3       |
| Partia na rzecz Akcji Demokratycznej                                                   | 24 301    | 0,68  | 2       |
| Trzecia Serbia                                                                         | 16 206    | 0,47  | 0       |
| Partia Rosyjska                                                                        | 6547      | 0,18  | 0       |
| Partia Czarnogórców                                                                    | 6388      | 0,18  | 0       |
| Patriotyczny Front                                                                     | 4514      | 0,13  | 0       |
| Lista Wspólnot Narodowych                                                              | 3983      | 0,11  | 0       |
| RDS-SDS                                                                                | 3182      | 0,09  | 0       |
| Głosy nieważne i puste                                                                 | 115 659   | –     | –       |
| Razem                                                                                  | 3 592 375 | 100   | 250     |
| Uprawnieni/frekwencja                                                                  | 6 765 998 | 53,09 | –       |